# ウィリアム・オルウィン
ウィリアム・オルウィン（William Alwyn [ˈɔːlwɪn, ˈælwɪn] CBE、1905年11月7日 - 1985年9月11日、アルウィンとも）は、イギリスの作曲家、指揮者、フルート奏者、音楽教育者。

## 人物
ノーサンプトンシャー州ノーサンプトンに生まれ、幼いころよりピッコロの演奏に興味を示した。15歳で王立音楽アカデミーに入学し、フルートと作曲を学ぶ。フルートの名手で一時はロンドン交響楽団の首席奏者だった。1926年より1955年まで王立音楽アカデミーで作曲の教授を務める。
多才な人物で、音楽家であると同時に言語学者、詩人、美術家でもあった。作風の幅は広く、5つの交響曲と2つのオペラ、様々な協奏曲、弦楽四重奏曲がある。
1941年から1962年までに70以上の映画音楽を手がけ、主な作品には『邪魔者は殺せ』（1947年）、『落ちた偶像』（1948年）、『真紅の盗賊』（1952年）、『黒い天幕』（1956年）、『SOSタイタニック/忘れえぬ夜』（1958年）、『南海漂流』（1960年）、『砂漠の勝利』などがある。
自作を指揮することもあり、交響曲などの録音が残っている。
オルウィンはまた独自の十二音音楽を考案し、不協和音も好んで取り入れている。
妻のメアリー・オルウィン（ドリーン・カーウィゼン）も作曲家で、元はウィリアムの弟子であった。夫の死後は、夫の作品の普及と研究活動の推進にも努めた。

## 主な作品

### 交響曲
- 交響曲第1番
- 交響曲第2番
- 交響曲第3番
- 交響曲第4番
- 交響曲第5番「壷葬論」

### 協奏曲
- ハープと弦楽のための協奏曲「リラ・アンジェリカ」
- ピアノ協奏曲第1番
- ピアノ協奏曲第2番
- ヴァイオリン協奏曲
- オーボエ協奏曲
- 合奏協奏曲（3曲）

### 管弦楽曲
- 弦楽のためのシンフォニエッタ
- 仮面劇のための序曲
- 魔法の島
- ダービー・デイ
- エリザベス朝舞曲

### 室内楽曲
- 弦楽四重奏曲第1番
- 弦楽四重奏曲第2番「春の水」
- 弦楽三重奏曲